# Flabellina arveloi
Espèce
Flabellina arveloi est une espèce de nudibranche de la famille des Flabellinidés. Ce petit mollusque au corps violet et rose mesure jusqu'à 18 mm. Il se rencontre sur la côte ouest de l'Afrique : des observations ont été effectuées au Cap-Vert et à Sao Tomé-et-Principe. Hermaphodite comme tous les nudibranches, il dépose un cordon en spirale composé de milliers d’œufs desquels éclosent des larves véligères.

## Systématique
L'espèce est décrite par Jesús Ángel Ortea (d) et José Espinosa (d) en 1998 à partir de plusieurs spécimens ; l'holotype mesurant 15 mm a été collecté sur l'île Boa Vista, au Cap-Vert. L'holotype appartient à la collection du Musée de la Nature et de l'Homme de Santa Cruz de Tenerife.

## Distribution et habitat
L'espèce Flabellina arveloi a été observée dans l'ouest de l'Afrique, au Cap-Vert où ce nudibranche a été décrit, mais une observation est également répertoriée plus au sud, sur l'île de Principe, à Sao Tomé-et-Principe. Les différents spécimens ont été observés à des profondeurs comprises entre la surface et 25 m.

## Description
Le corps de 18 mm est rose ou violet translucide et laisse voir des viscères donnant une teinte crème à l'avant du cœur, et orangée à l'arrière. Une extension de la glande digestive est visible à travers les cérates semi-translucides : cette extension est de couleur châtain ou roux. Les cérates sont violets à leur base, un anneau blanc opaque se dessine à leur apex. Ces organes sont répartis en sept bouquets. Les rhinophores sont roses avec une extrémité blanche : ils sont lisses à l'avant, lamellés sur les côtés et couverts de papilles à l'arrière. Les tentacules oraux sont de la même coloration que les rhinophores.
L'apparence de l'espèce est très proche de Flabellina marcusorum.

## Étymologie
Son épithète spécifique, arveloi, lui a été donnée en l'honneur de D. Alvaro Arvelo qui a financé le projet « Macaronesia 2.000 » ayant permis de décrire l'espèce.